# DR 137 058 … 079
| DR 137 058–067 und 075–079 „Einheitstriebwagen mit Eilzugwagengrundriss“ | DR 137 058–067 und 075–079 „Einheitstriebwagen mit Eilzugwagengrundriss“ | DR 137 058–067 und 075–079 „Einheitstriebwagen mit Eilzugwagengrundriss“ | DR 137 058–067 und 075–079 „Einheitstriebwagen mit Eilzugwagengrundriss“ |
| ------------------------------------------------------------------------ | ------------------------------------------------------------------------ | ------------------------------------------------------------------------ | ------------------------------------------------------------------------ |
| VT 137 064                                                               |                                                                          |                                                                          |                                                                          |
| Nummerierung                                                             | Nummerierung                                                             | DR: 137 058–067 DB VT 33 106 ab 1970: DR 185 003–007                     | DR: 137 075–079                                                          |
| Hersteller                                                               | Hersteller                                                               | Waggonfabrik Wismar                                                      | Waggonfabrik Wismar                                                      |
| Baujahre                                                                 | Baujahre                                                                 | 1934                                                                     | 1935                                                                     |
| Ausmusterung                                                             | Ausmusterung                                                             | bis 1977                                                                 | bis 1945                                                                 |
| Anzahl                                                                   | Anzahl                                                                   | 10                                                                       | 5                                                                        |
| Bauart                                                                   | Bauart                                                                   | Bo’2’ de                                                                 | Bo’2’ de                                                                 |
| Gattung                                                                  | Gattung                                                                  | BC4ivT                                                                   | BC4ivT                                                                   |
| Spurweite                                                                | Spurweite                                                                | 1.435 mm                                                                 | 1.435 mm                                                                 |
| kleinster befahrener Radius                                              | kleinster befahrener Radius                                              | 140 m                                                                    | 140 m                                                                    |
| Höchstgeschwindigkeit                                                    | Höchstgeschwindigkeit                                                    | 110 km/h                                                                 | 110 km/h                                                                 |
| Länge über Puffer                                                        | Länge über Puffer                                                        | 21.873 mm                                                                | 21.873 mm                                                                |
| Länge                                                                    | Länge                                                                    | 20.633 mm                                                                | 20.633 mm                                                                |
| Gesamtradstand                                                           | Gesamtradstand                                                           | 17.470 mm                                                                | 17.470 mm                                                                |
| Raddurchmesser                                                           | Raddurchmesser                                                           | 900 mm                                                                   | 900 mm                                                                   |
| Drehgestellradstand                                                      | Drehgestellradstand                                                      | MD: 3.500 mm TD: 3.000 mm                                                | MD: 3.500 mm TD: 3.000 mm                                                |
| Drehzapfenabstand                                                        | Drehzapfenabstand                                                        | 14.270 mm                                                                | 14.270 mm                                                                |
| Dienstmasse                                                              | Dienstmasse                                                              | leer 41.800 kg besetzt 49.300 kg                                         | leer 42.000 kg besetzt 49.500 kg                                         |
| Bremsen                                                                  | Bremsen                                                                  | Druckluftbremse Bauart Hildebrand-Knorr                                  | Druckluftbremse Bauart Hildebrand-Knorr                                  |
| Feststellbremse                                                          | Feststellbremse                                                          | Handbremse                                                               | Handbremse                                                               |
| InstallierteLeistung                                                     | InstallierteLeistung                                                     | 302 kW (410 PS)                                                          | 302 kW (410 PS)                                                          |
| Motorentyp                                                               | Motorentyp                                                               | urspr. Maybach GO 5 nach Umbau ČKD 12 V 170 DR                           | urspr. Maybach GO 5 nach Umbau ČKD 12 V 170 DR                           |
| Motorbauart                                                              | Motorbauart                                                              | Zwölfzylinder-Viertakt-Dieselmotor                                       | Zwölfzylinder-Viertakt-Dieselmotor                                       |
| Tankinhalt                                                               | Tankinhalt                                                               | 990 l                                                                    | 990 l                                                                    |
| Leistungsübertragung                                                     | Leistungsübertragung                                                     | elektrisch                                                               | elektrisch                                                               |
| Sitzplätze                                                               | Sitzplätze                                                               | 71 + 4 Klappsitze                                                        | 71 + 4 Klappsitze                                                        |
| Stehplätze                                                               | Stehplätze                                                               | 44                                                                       | 44                                                                       |
| Fußbodenhöhe                                                             | Fußbodenhöhe                                                             | 1.240 mm                                                                 | 1.240 mm                                                                 |
| Klassen                                                                  | Klassen                                                                  | 2./3.                                                                    | 2./3.                                                                    |

Die Triebwagen 137 058 bis 067 und 137 075 bis 079 sind eine Triebwagenbaureihe, die ursprünglich mit 302 kW Leistung für die Deutsche Reichsbahn als Einheitstriebwagen mit Eilzugwagengrundriss gebaut wurden. Sie wurden als Serienbauart der DR 137 028 bis 030 von der Waggonfabrik Wismar in 15 Exemplaren hergestellt. Ein Fahrzeug kam nach 1945 zur Deutschen Bundesbahn und wurde dort als VT 33 106 bezeichnet. Fünf Fahrzeuge waren bei der Deutschen Reichsbahn bis Mitte der 1970er Jahre im Einsatz und erhielten dort die Bezeichnung 185 003–007. Ein Fahrzeug ist als Bahndienstfahrzeug erhalten geblieben.

## Geschichte

### Reichsbahn-Zeit

Streckennetz der durch die Einheitstriebwagen gefahrenen Strecken

Neben den Schnelltriebwagen, den Fliegenden Zügen, bestimmten die 302 kW-Triebwagen mit Beiwagen in den 1930er Jahren das Bild der modernen Reichsbahn. Dies verstärkte sich, als ganze Regionen wie das Ruhrgebiet und der Raum Dresden auf Triebwagenbetrieb umgestellt wurden.
Die Fahrzeuge mit Eilzugwagengrundriss wurden speziell für den Ruhrschnellverkehr und den Verkehr im Raum Dresden in den Jahren 1934 und 1935 beschafft. Sie wurden in zwei Serien, die sich geringfügig im Fahrzeuggrundriss, in der Leistungssteuerung und der elektrischen Ausrüstung unterschieden, gefertigt. Für sie wurde eine spezielle Steuerwagenbauart mit der Bauart 145 und eine große Anzahl von Beiwagen beschafft, was die Bildung von Triebwagenzügen ermöglichte.
Nach der Abnahme der Fahrzeuge wurden sie bei den RBD Dresden, Mainz und Saarbrücken im Personen- und Eilzugbetrieb eingesetzt, wo sie sich gut bewährten. Beim Einsatz im Ruhrschnellverkehr mit starrem Fahrplan bewährten sie sich nicht voll. Mit Kriegsbeginn wurden die Fahrzeuge zunächst stillgelegt. Die Triebwagen der zweiten Serie gingen als Notstromaggregate an die Marine und wurden 1945 vollständig ausgemustert. Den Krieg überstanden acht Fahrzeuge der ersten Serie, von denen sieben in den Bestand der Deutschen Reichsbahn und einer in den Bestand der Deutschen Bundesbahn übergingen. Zwei Fahrzeuge der ersten Serie wurden 1945 ausgemustert.

### Nachkriegsära

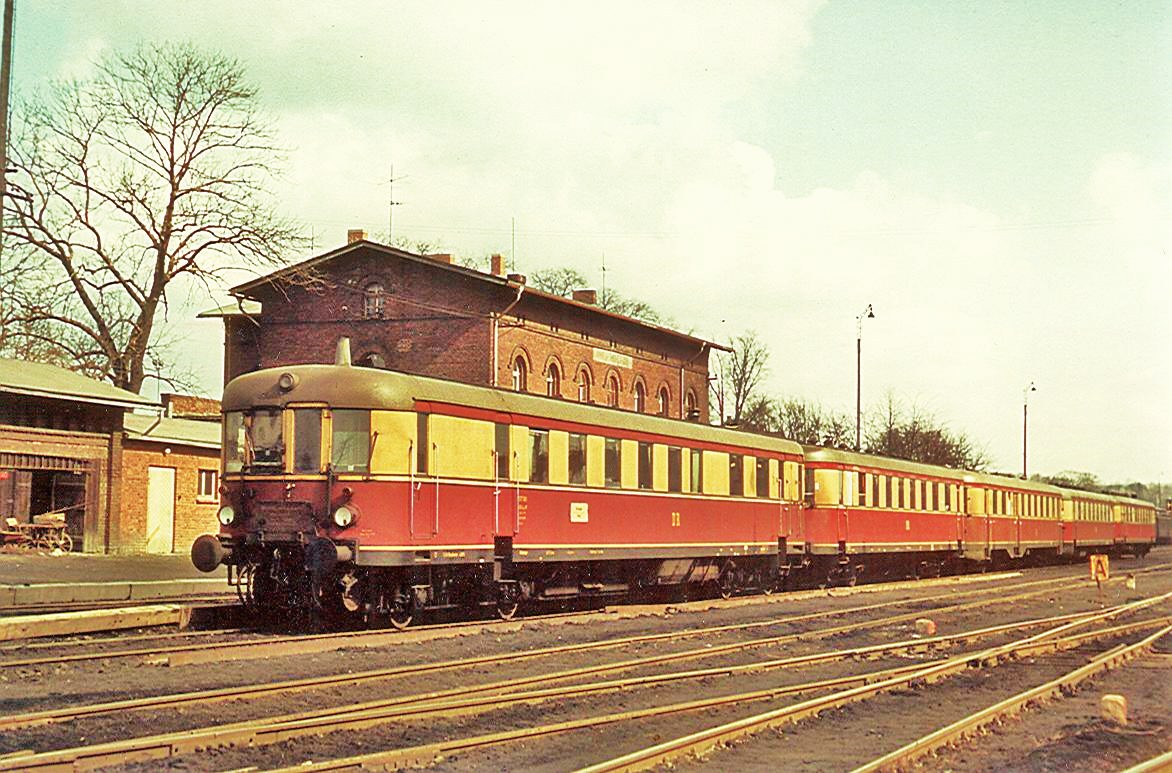
Triebwagenzug 1964 im Bahnhof Hirschfelde

Der 137 066 wurde bei der Deutschen Bundesbahn als VT 33 106 in Betrieb genommen und tat dort Dienst bei den Bahnbetriebswerken Frankfurt/M 1, Hamburg-Altona, Flensburg und Bielefeld, bis er 1964 abgestellt wurde.
Bei der Deutschen Reichsbahn wurden die restlichen Fahrzeuge im Bw Dresden-Pieschen beheimatet. Wieder in Betrieb gingen VT 137 058, 060, 061, 063–065 und 067. Sie fuhren die Eilzüge nach Zittau und Karl-Marx-Stadt, die durch Triebwagenzüge, bestehend aus zwei Triebwagen und drei Beiwagen, gebildet wurden. Beim Aufstieg aus dem Elbtal wurde der Zug durch eine Schiebelokomotive unterstützt.

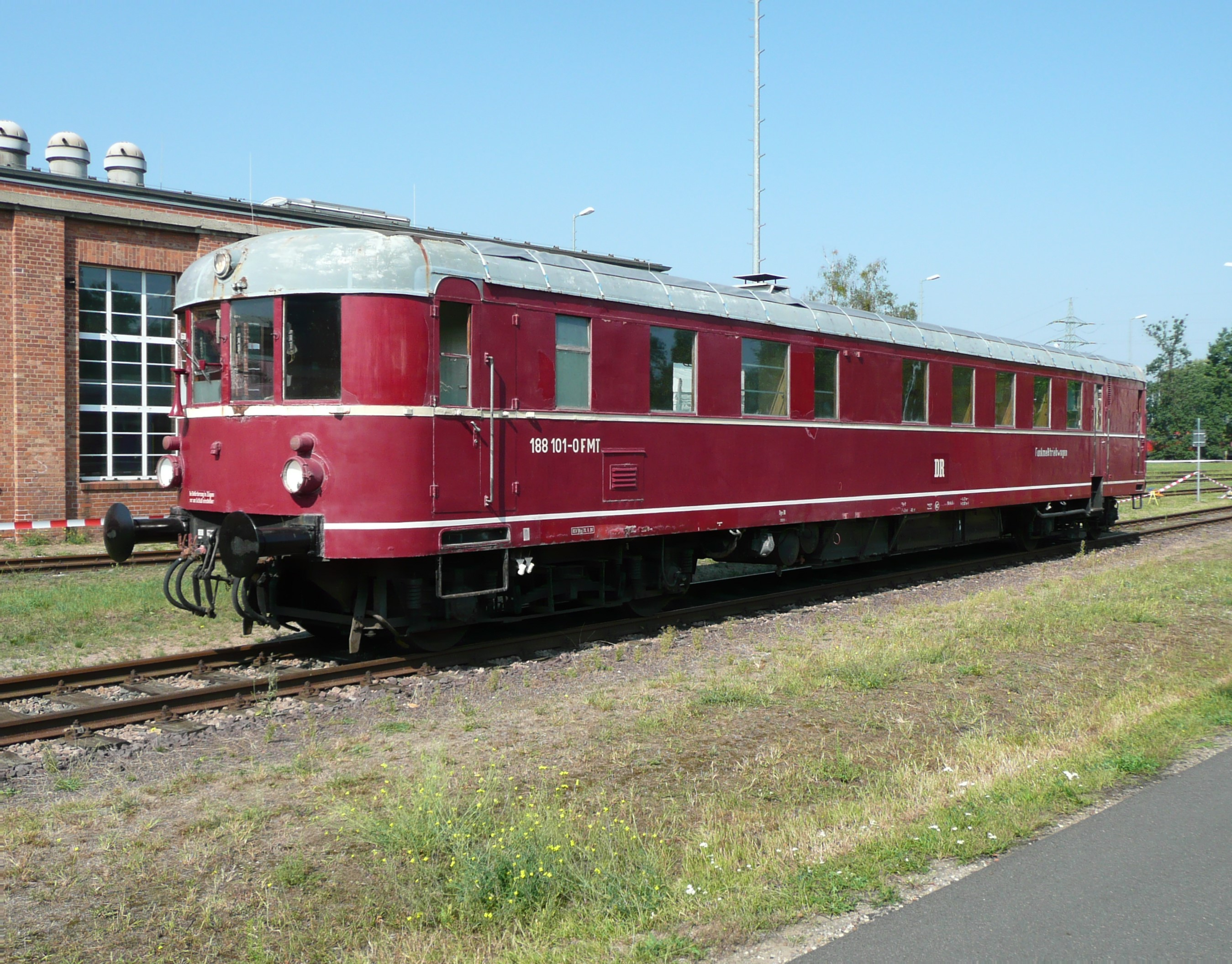
Triebwagen 137 063 des Triebwagenmuseum Dessau 2019 beim Tag der offenen Tür im Ausbesserungswerk Dessau

Fünf Fahrzeuge wurden 1970 mit Einführung des EDV-Nummersystems in die Baureihe 185.0 umgezeichnet. Zu dieser Zeit waren die Triebwagen 185 004 und 007 im Arbeitszugdienst eingesetzt und dienten dem Pendelverkehr von Bad Schandau nach Děčín. Sie wurden bis 1977 ausgemustert. Einige Fahrzeuge wurden noch einige Zeit als Aufenthaltsräume weiterverwendet, der 185 004 wurde 1992 im Bw Dresden-Friedrichstadt zerlegt.
Der VT 137 063 war bis 1997 als Messtriebwagen in Berlin-Schöneweide mit der Bezeichnung 723 101-2 vorhanden. Er war 1958 zum Fahrleitungsmesstriebwagen VT 137 700 (ab 1970: 188 101) umgebaut worden. Nach jahrelanger Abstellung in Berlin gelangte er in das Triebwagenmuseum Dessau. Dort befindet sich auch ein erhaltener Beiwagen mit der Inventarnummer VB 145 027.

## Konstruktive Merkmale
Die Triebwagen entstanden zwei Jahre nach der Baureihe DR 137 028 bis 030 beim gleichen Hersteller. Die Abmaße und der Fahrzeuggrundriss sind nahezu identisch. Abweichungen ergeben sich aus dem Gewicht der Fahrzeuge.
Die Fahrzeuge waren nach den Grundsätzen des Leichtbaues hergestellt und vollkommen geschweißt. Das Untergestell bestand aus den beiden Längsträgern und aufeinandergesetzten Z-Profilen, den zwei Drehzapfen-Querträgern aus U-Profilen und Blechen. Der Wagenkasten war eine Konstruktion aus Walzprofilen und entsprach in Ausstattung und Aufbau dem des DR 137 028 bis 030.
Der kleine Fahrgastraum enthielt die 2. Klasse mit 16 Sitzplätzen, der größere die 3. Klasse mit 55 Sitzplätzen. Die Wagen besaßen einen Mittelgang. Zwischen den Abteilen war ein Abort, ein Heizraum mit Ofen und ein Brennstofflager platziert. Die Außentüren zu den Einstiegsräumen und die seitlichen auf die Führerstände waren Drehtüren und schlugen nach innen auf, nach außen aufschlagende Drehtüren waren die stirnseitigen Übergangstüren und die doppelseitigen Türen des Gepäckraumes. Die Drehgestelle waren nach Görlitzer Bauart und unterschieden sich. Die Triebdrehgestelle mit den elektrischen Fahrmotoren besaßen 3.000 mm Achsstand, die Maschinendrehgestelle 3.500 mm. Die Drehgestelle der ersten Serie besaßen einen außermittigen Drehzapfen im Maschinendrehgestell, bei der zweiten Serie hingegen war der Drehzapfen mittig.
Der Motor war ursprünglich der Maybach GO 5, in der elektrischen Ausrüstung unterschieden sich beide Serien in Bezug auf die Abgangswerte. Alle Teile der elektrischen Ausrüstung wurden von den Siemens-Schuckertwerken geliefert. Der Motor war im Maschinendrehgestell gelagert und ragte in den vorderen Führerstand hinein, wo er mit einer doppelten Haube aus Blech und Asbesteinlage abgedeckt war. Bei den von der Deutschen Reichsbahn übernommenen Fahrzeugen wurden die Motoren durch den Typ 12 V 170 DR von ČKD getauscht, der ebenso 302 kW Leistung besaß. Gestartet wurde der Motor durch den Hauptgenerator.
Die Fahrzeuge beider Serien unterschieden sich durch ihre Steuerung. Die der ersten Serie hatten eine Einfachsteuerung mit 27-poliger Verbindungsdose (für Betrieb mit Steuerwagen), die der zweiten eine Mehrfachsteuerung mit 32-poliger Verbindungsdose (Für Steuerung eines zweiten Triebwagens). Im Zuge einer Hauptausbesserung erhielten alle Fahrzeuge einheitlich die Mehrfachsteuerung. Ausgerüstet waren sie zudem mit einer Notsteuerung, beim Ausfall der Dieselmotor-Generatoreinheit konnte der Triebwagen mit Batteriestrom notdürftig die Strecke räumen.